# Calymperes subulatum
Calymperes subulatum är en bladmossart som beskrevs av Edwin Bunting Bartram 1936. Calymperes subulatum ingår i släktet Calymperes och familjen Calymperaceae. Inga underarter finns listade i Catalogue of Life.